# Musi (frazione)
Musi (Mužac in sloveno e nel dialetto Po Nasen locale, Musi o più raramente Muzi in friulano) è una frazione del comune di Lusevera che si trova nella provincia di Udine, in Friuli Venezia Giulia.

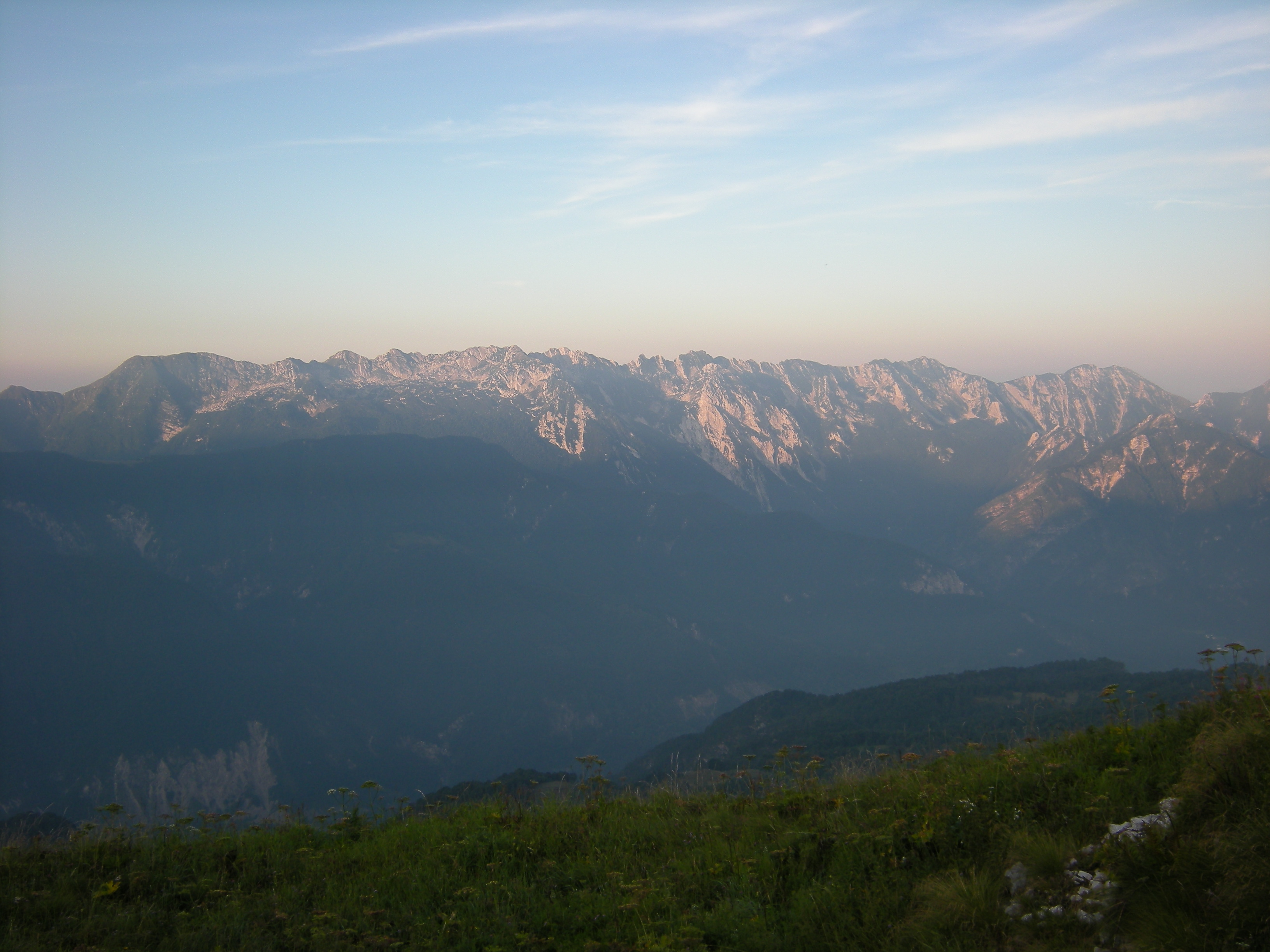
I Monti Musi, che circondano l'omonima frazione.

## Geografia fisica
Musi si trova a circa 627 m s.l.m., dista 4,26 km da Lusevera e si trova nel Parco Naturale delle Prealpi Giulie. È cinto completamente dai Monti Musi, ed è proprio qui che ha sorgente il torrente Torre. Musi è una delle zone più piovose d'Italia (e d'Europa) con una media di oltre 2500 mm di precipitazioni annue.

## Storia
Musi non è particolarmente antica: i primi insediamenti vengono menzionati nel basso medioevo (1489, Archivio della Pieve di Tarcento). Tradizionalmente divisa in contrade, dopo un lungo periodo di isolamento ha conosciuto contatti frequenti col resto delle Valli del Torre solamente fra il 1920 e il 1930 con la costruzione del tratto ferroviario Zaga - Uccea - Musi, poi smantellato a favore della costruzione della strada asfaltata con conseguente estensione delle tratte di trasporti come la corriera. Tuttavia il vecchio paese è stato completamente raso al suolo dal terremoto del 1976, quindi le case sono tutte di recente costruzione. Musi è divisa in due principali borgate: Simaz e Tanataviele. Simaz conta due abitanti ufficiali, mentre Tanataviele nove. In particolare, quando si parla della suddivisione di questa località è importante specificare che la suddivisione attuale della frazione in due borghi, chiamati uno Tanataviele uno Simaz, fosse un tempo diversa: la zona infatti conosciuta oggi come Tanataviele era chiamata Musi, mentre Simaz era considerata un altro borgo insieme a Chisalizza, oggi semplice località boschiva.

## Etimologia
La parola Musi è l'italianizzazione del nome Mužac, derivante probabilmente da un cognome locale. 

## Monumenti e luoghi d'interesse
A Tanataviele sorge la chiesa di San Giovanni, costruita dopo il terremoto del 1976, insieme a un cimitero e un monumento ai caduti costruito durante il ventennio fascista. Un tempo era presente un'importante latteria, oggi in disuso. Musi inoltre offre due palestre di roccia e numerosi sentieri, fra cui il tratto Simaz - Pian dei Ciclamini, immerso nel Parco Naturale delle Prealpi Giulie.

## Società

### Lingue e dialetti
A Musi oltre l'italiano si parla il friulano centro-orientale, una variante della lingua friulana, e il Po-Nasen, un dialetto tipico sloveno.